# Hypselistes florens
Hypselistes florens är en spindelart som först beskrevs av O. Pickard-Cambridge 1875.  Hypselistes florens ingår i släktet Hypselistes och familjen täckvävarspindlar. Utöver nominatformen finns också underarten H. f. bulbiceps.